# Armijna grupa artylerii
Armijna grupa artylerii
1. artyleria pozostająca w bezpośredniej dyspozycji dowódcy armii, przeznaczona do wykonywania zadań ogniowych na korzyść armii.
2. związek taktyczny (wielka jednostka) artylerii złożony z 2 do 5 pułków lub dywizjonów.

W brytyjskich wojskach lądowych, w czasie II wojny światowej armijna grupa królewskiej artylerii (AGRA - Army Groups Royal Artillery) była odpowiednikiem brygady artylerii na czele, której stał oficer w stopniu brygadiera. Występowała na szczeblu armii. Liczba grup artylerii odpowiadała liczbie korpusów wchodzących w skład armii. Grupa składała się z jednego pułku artylerii lekkiej (pułku artylerii polowej - Field Artillery Regiment), czterech pułków artylerii ciężkiej (pułków artylerii średniej - Medium Artillery Regiment) i jednego pułku artylerii najcięższej (pułku artylerii ciężkiej - Heavy Artillery Regiment). Liczba pułków artylerii ciężkiej odpowiadała liczbie dywizji wchodzących w skład korpusu plus jeden. W wyniku doświadczeń wojennych pułk artylerii lekkiej został zastąpiony pułkiem artylerii ciężkiej. Ramowy skład armijnej grupy artylerii wyglądał następująco:
- trzy pułki artylerii ciężkiej (każdy uzbrojony w szesnaście 139,7 mm (5,5 cala) haubicoarmat Mk 3),
- dwa pułki artylerii ciężkiej (każdy uzbrojony w szesnaście 114,3 mm (4,5 cala) armat Mk 2),
- jeden mieszany pułk artylerii najcięższej uzbrojony w osiem 182,9 mm (7,2 cala) haubic Mk 6 i osiem 155 mm armat M2 Long Tom.

Ogółem na uzbrojeniu grupy znajdowało się 96 armat, haubicoarmat i haubic.
Wiosną 1943, w Iraku, w oparciu o etaty brytyjskiej AGRA, w składzie Armii Polskiej na Wschodzie zorganizowano Grupę Artylerii Armii (2 Grupę Artylerii).